# جون براون (محامي)
جون براون (بالإنجليزية: John Y. Brown Jr.)‏ (و. 1933  م) هو محامي، وشخصية أعمال أمريكي، ولد في ليكسينغتون، كنتاكي، هو عضوٌ في الحزب الديمقراطي.

## مناصب
تولى منصب حاكم كنتاكي ‏ (11 ديسمبر 1979–13 ديسمبر 1983).

## التعليم
تعلم في كلية الحقوق بجامعة كنتاكي.